# Ten Days of Dawn 1992
Die Ten Days of Dawn 1992 (auch Iran Fajr International 1992 genannt) im Badminton fanden Anfang Februar 1992 statt.

## Sieger und Platzierte
| Disziplin    | Gold            | Silber               | Bronze                                  |
| ------------ | --------------- | -------------------- | --------------------------------------- |
| Herreneinzel | Sun Jun         | Zeng Yu              | Rajeev Bagga                            |
| Herreneinzel | Sun Jun         | Zeng Yu              | Zhao Zhiyong                            |
| Herrendoppel | Sun Jun Zeng Yu | Yu Yong Zhao Zhiyong | Ali Reza Shafiee Saed Bahador Zakizadeh |
| Herrendoppel | Sun Jun Zeng Yu | Yu Yong Zhao Zhiyong | Hameed Nasimi Mansour Shakoori          |